# Dionísio Hisiilenapo
Dionísio Hisiilenapo (Pumbu, 6 de outubro de 1966) é prelado angolano da Igreja Católica, bispo de Namibe.

## Biografia
Antes de iniciar o seu caminho rumo ao sacerdócio, trabalhou como enfermeiro no Hospital Missionário Católico de Chiulo. Ingressou no Seminário Maior de Luanda e depois dos estudos preparatórios no Lubango, foi ordenado sacerdote em 6 de dezembro de 1998, sendo incardinado na diocese de Ondijiva.
Após a ordenação sacerdotal, trabalhou entre 1998 e 2000 como responsável pela Missão Okanautoni-Cuamato; mais tarde, até 2003, cursou a licenciatura em teologia bíblica na Pontifícia Universidade Gregoriana. De 2003 até 2008, foi superior da mesma missão de onde saiu (Okanautoni-Cuamato) e professor no seminário preparatório diocesano, além de Membro da Comissão Diocesana de Pastoral Bíblica e da Comissão de Pastoral Juvenil e Vocacional e da Pastoral Familiar. De 2008 a 2011, foi secretário executivo da Conferência Episcopal de Angola e São Tomé (CEAST), assistente da Associação Católica de Dirigentes e Executivos e, também, integrou a Assessoria de Imprensa da CEAST.
No dia 8 de julho de 2011, o Papa Bento XVI o nomeou como bispo de Namibe. Foi consagrado em 4 de setembro seguinte, por Novatus Rugambwa, núncio apostólico de Angola e São Tomé e Príncipe, coadjuvado por Fernando Guimarães Kevanu, bispo de Ondijiva e por Gabriel Mbilingi, C.S.Sp., arcebispo de Lubango, na Catedral de Nossa Senhora das Vitórias de Ondijiva. Fez sua entrada solene em 18 de setembro seguinte.
No aniversário de 165 anos da colonização da cidade de Namibe, declarou que "A história não é dos vencedores, a história é de um povo. Parece-me que nós africanos precisamos de caminho para fazermos história, por isso é que não temos história até agora, 35 anos depois da independência não há nenhuma história escrita, não há, porque não temos memória histórica", criticando  a destruição de marcos coloniais após a independência que "fazem parte da história de Angola".
No fórum sobre "O Cidadão e a sua participação na Política e nas Eleições", uma iniciativa do Secretariado Nacional do Apostolado dos Leigos da Conferência Episcopal de Angola e São Tomé (SENALEIGOS) e da Associação Cristã de Gestores e Dirigentes (ACGD), ocorrido na Universidade Católica de Angola em julho de 2022, declarou que "o eleitor não deve votar por emoção, paixão ou messianismo. Deve fazê-lo de forma consciente, olhando em primeiro lugar o futuro do país, independentemente de quem vier a ganhar", destacando que política não deve ser vista como um elemento de separação, mas sim de união, reconciliação, paz, democracia, justiça social, prosperidade, bem como a arte de servir e não de se servir.
É o atual presidente da Comissão Episcopal da Pastoral Bíblica da CEAST.